# Langdorf
Langdorf is een gemeente in de Duitse deelstaat Beieren en maakt deel uit van het Landkreis Regen.
Langdorf telt 1.792 inwoners.
Achslach ·
Arnbruck ·
Bayerisch Eisenstein ·
Bischofsmais ·
Böbrach ·
Bodenmais ·
Drachselsried ·
Frauenau ·
Geiersthal ·
Gotteszell ·
Kirchberg im Wald ·
Kirchdorf im Wald ·
Kollnburg ·
Langdorf ·
Lindberg ·
Patersdorf ·
Prackenbach ·
Regen ·
Rinchnach ·
Ruhmannsfelden ·
Teisnach ·
Viechtach ·
Zachenberg ·
Zwiesel